# Куанибский сельсовет
Куанибский сельсовет — административно-территориальная единица и муниципальное образование со статусом сельского поселения в Шамильском районе Дагестана Российской Федерации.
Административный центр — село Куаниб.

## Население
| 2002 | 2010 | 2012 | 2013 | 2014 | 2015 | 2016 |
| ---- | ---- | ---- | ---- | ---- | ---- | ---- |
| 590  | ↗686 | ↗692 | ↘685 | ↗696 | ↗708 | ↗714 |
| 2017 | 2018 | 2019 | 2021 | 2023 | 2024 | 2025 |
| ↗719 | ↗730 | ↗733 | ↗893 | ↗899 | ↗909 | ↗918 |

## Состав
| № | Населённый пункт | Тип населённого пункта       | Население |
| - | ---------------- | ---------------------------- | --------- |
| 1 | Куаниб           | село, административный центр | ↗581      |
| 2 | Нитаб            | село                         | ↗312      |